# Mireya Moscoso

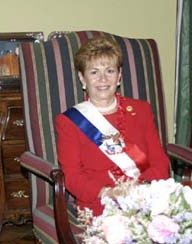
Mireya Moscoso (2003)

Mireya Elisa Moscoso Rodríguez de Arias (* 1. Juli 1946 in Panama-Stadt) ist eine panamaische Politikerin (Partido Arnulfista). Von 1999 bis August 2004 war sie Staatspräsidentin.
Als Witwe des früheren, dreimaligen Präsidenten Arnulfo Arias (1901–1988) war sie, nach dem Gewinn der Wahlen vom Mai 1999, seit 1. September 1999 Staatspräsidentin Panamas, nachdem sie noch 1994 bei den damaligen Präsidentschaftswahlen ihrem Gegner, dem späteren Präsidenten (1994–99) Perez Balladares, unterlegen war. 
Im Wahlkampf 1999 hatte sie mit Versprechen, die Armut zu bekämpfen, das Bildungssystem zu verbessern und die Privatisierungen auszusetzen, geworben und sich gegen den Kandidaten der damals herrschenden PRD, Martín Torrijos, dem späteren Staatspräsidenten (2004–2009), durchgesetzt.
Zum Schluss ihrer Amtszeit war sie eines der unpopulärsten Staatsoberhäupter der jüngeren panamaischen Geschichte. Grund dafür waren Korruptionsvorwürfe gegen ihre Regierung, aber auch die ungeklärte Verwendung des präsidialen Sonderfonds (partida discrecional) in Höhe von rund 25 Millionen Dollar. Sie selbst hat hierzu nur unvollständig Auskunft gegeben.